# Jou om me heen
Jou om me heen is een lied van de Nederlandse producer Trobi en zanger Nielson. Het werd in 2022 als single uitgebracht. 

## Achtergrond
Jou om me heen is geschreven door Niels Littooij, Bryan du Chatenier en Rangel Silaev en geproduceerd door Trobi. Het is een nummer uit het genre nederpop. In het lied zingt Nielson over dat hij niet zonder een specifiek ander kan. Het is de eerste keer dat de twee artiesten met elkaar samenwerken; een samenwerking die door de twee wordt omschreven als onverwacht. Dit omdat Trobi over het algemeen nederhopbeats maakt en niet het popgeluid van Nielson. Met het nummer wilde Trobi bewijzen dat hij ook andere stijlen kan produceren.

## Hitnoteringen
De artiesten hadden weinig succes met het lied in de Nederlandse hitlijsten. De Single Top 100 werd niet bereikt en er was ook geen notering in de Top 40. Bij laatstgenoemde was er wel de achttiende plaats in de Tipparade.